# GPnotebook
GPnotebook es una base de datos médica británica para médicos de cabecera (General practitioner o GP en inglés). Es una enciclopedia por internet de medicina que proporciona un recurso de referencia inmediato para el personal clínico de todo el mundo. La base de datos contiene más de 30.000 páginas de información y es proporcionada a través de internet por Oxbridge Solutions Limited.